# 맥아더 펠로우 프로그램
맥아더 펠로우 프로그램(MacArthur Fellows Program)은 매년 존 D. 와 캐서린 T. 맥아더 재단이 "탁월한 독창성, 창의적 추구에 대한 헌신과 뚜렷한 자기절제 능력"(extraordinary originality and dedication in their creative pursuits and a marked capacity for self-direction)을 보인 미국 시민이나 거주자 20~30명의 개인에게 분야 구별없이 수여하는 상이다. 맥아더 펠로우십(MacArthur Fellowship)으로도 불리며, 재단에서 지양하고 있으나 구어로 "천재들의 상"(Genius Grant)으로 불리기도 한다.
이 재단의 웹 사이트에 따르면 "친목은 과거의 성과에 대한 보상이 아니라 개인의 독창성, 통찰력, 잠재력에 대한 투자"라고 한다. 현재의 상금은 5년간 분기별로 62만 5천달러이다. 이 수치는 맥아더 펠로우 프로그램의 리뷰가 발표된 2013년 50만달러에서 증가한 것이다. 1981년 이래로, 942명의 사람들이 맥아더 펠로우로 지명되었으며, 18세에서 82세까지 다양하다.